# Playa Guardalavaca

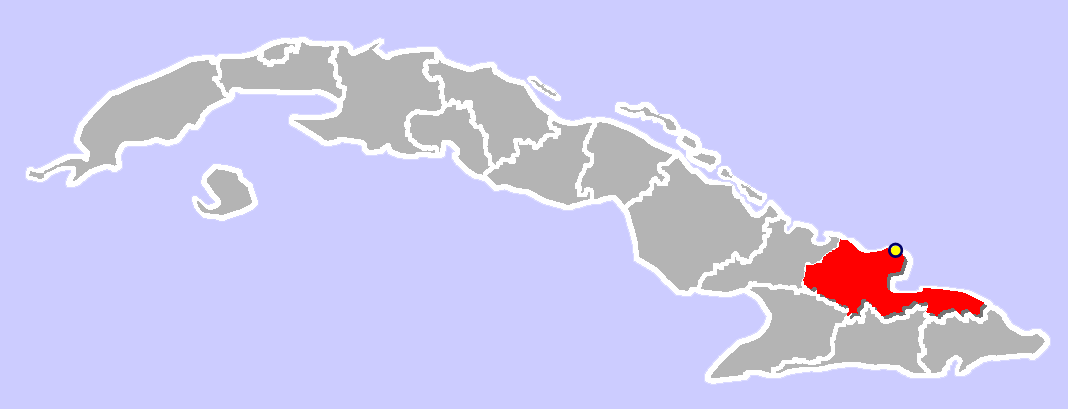
Lage von Playa Guardalavaca

Guardalavaca bezeichnet einen Ort und ein Feriengebiet an der Nordküste Kubas. Er gehört zum Municipio Banes in der Provinz Holguín.
Der spanische Name (wörtlich: Bewache die Kuh) hat sich aus der ursprünglichen Ortsbezeichnung Guardalabarca (Bewache das Boot) entwickelt und ist darauf zurückzuführen, dass die in der unmittelbaren Gegend vielerorts zu findenden engen, zurückgesetzten Buchten in vergangenen Zeiten für Schiffe und deren Besatzungen einen wirksamen Schutz vor Seepiraten boten.
Guardalavaca ist in der Zeit seit 1990 massiv zu einem Touristenort ausgebaut worden. Hauptzielgruppe sind Tauchtouristen, die das eindrucksvolle Korallenriff erkunden wollen. Es gibt drei Strände. Der etwa 700 m lange Strand im Westen grenzt an das Hotel Amigo Club Atlantico. Der östliche anschließende 450 m lange Strand grenzt an das Hotel Brisas Guardalavaca. Dahinter anschließend, hinter einem kleinen Fischerhafen, beginnt ein etwa 1 km langer natürlicher Strand bis zu einem kleinen Dörfchen. Daran schließt sich eine felsige Küste an, deren Hinterland von einem kubanischen Küstenwald geprägt ist.
Die nächsten größeren Städte sind der Küstenort Gibara im Osten und Banes südöstlich im Landesinneren. Der nächste internationale Flughafen liegt circa 60 km entfernt in der Stadt Holguín.

## Tourismus
Das kleine Touristenzentrum von Playa Guardalavaca besteht im Wesentlichen aus drei Hotelanlagen und der Stadt mit ihren Plattenbauten für die in den Hotels beschäftigten Einheimischen.

### Club Amigo Atlantico
Im Westen des Ortes liegt das Drei-Sterne-Hotel Club Amigo Atlantico. Dies ist das ehemalige Hotel Atlantico, das nach dem Hurrikan Ike renoviert wurde. Das Hauptgebäude hat vier Stockwerke und verfügt in seinem Eingangsbereich über sehenswerte Schnitzereien des Holzschnitzers Juan Carlos Manuel Alexeis. Vier weitere zweistöckige Gebäude sind um einen großen Poolbereich gebaut.
Der Poolbereich des Hauptgebäudes grenzt unmittelbar an den ca. 750 m langen, feinsandigen Strand. Dieser Strand ist auch für Einheimische offen und besonders am Wochenende und zur Zeit der Schulferien beliebter Badestrand. Hier findet sich auch die einzige, nachts durchgehend geöffnete Strandbar mit Tanzmöglichkeit. Bezahlt werden muss hier in der Devisenwährung Peso convertible (CUC).
Unmittelbar westlich neben dem Hotel liegt der Boulevard mit Einkaufsmöglichkeiten und dem Handwerkermarkt.

### Hotel Guardalavaca
Landseitig hinter dem Bungalowbereich des Club Amigo Atlantico befindet sich das von außen eher unscheinbare, ca. 100 m lange Hotel Guardalavaca. In seinem Atrium befindet sich ein von außen nicht einsehbarer Swimmingpool. Es ist vorwiegend den Einheimischen vorbehalten, hat aber auch Zimmer für europäische Ansprüche. Daneben ist das Nachtlokal der Hotelzone mit entsprechendem Musikprogramm.

### Hotel Brisas
Das Vier-Sterne-Hotel Brisas wurde von kanadischen Investoren errichtet und gilt als das beste Hotel in Guardalavaca.
Zum Strand hin befindet sich das Hotelgebäude mit seinen fünf Stockwerken und dem Restaurant. Von seinem Poolbereich gelangt man unmittelbar an den Sandstrand.

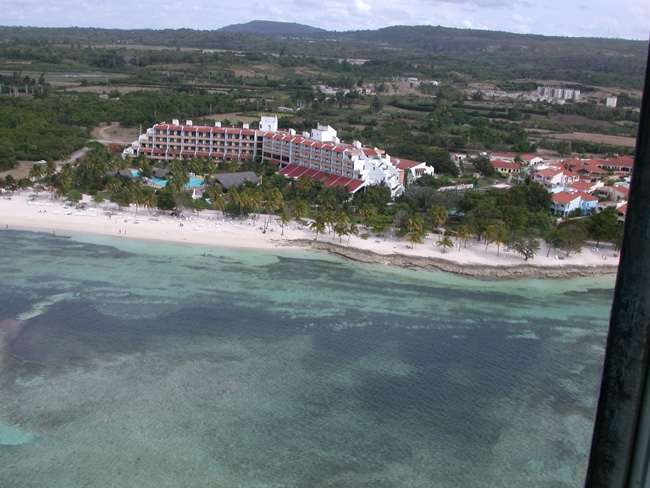
Hotel Brisas
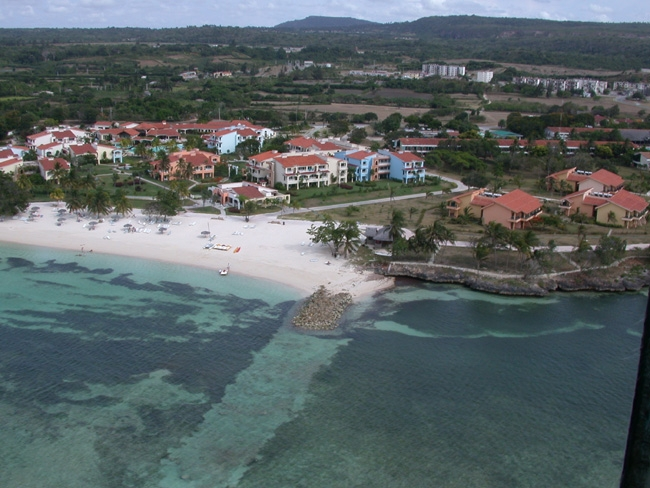
Brisas Villas
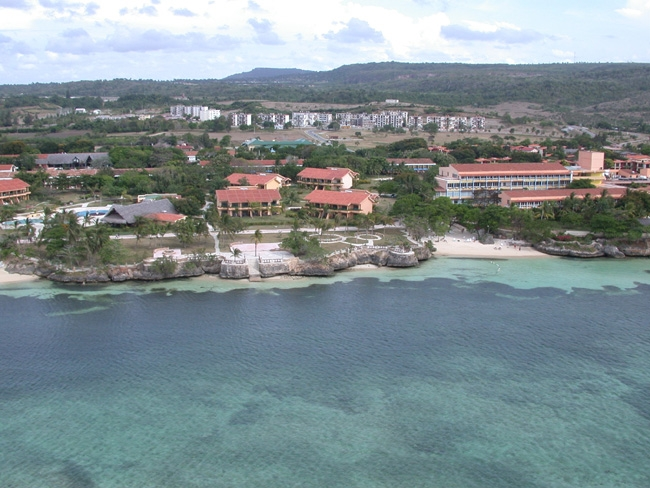
Villas Club Amigo Atlantico
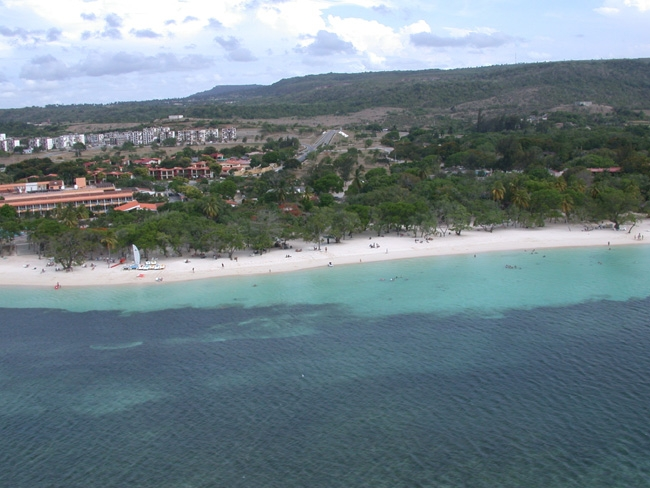
Hotel Club Amigo Atlantico
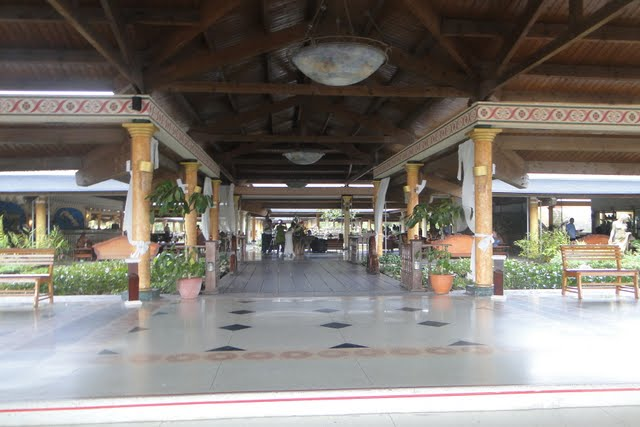
Hotel Playa de Pesquero in Guardalavaca
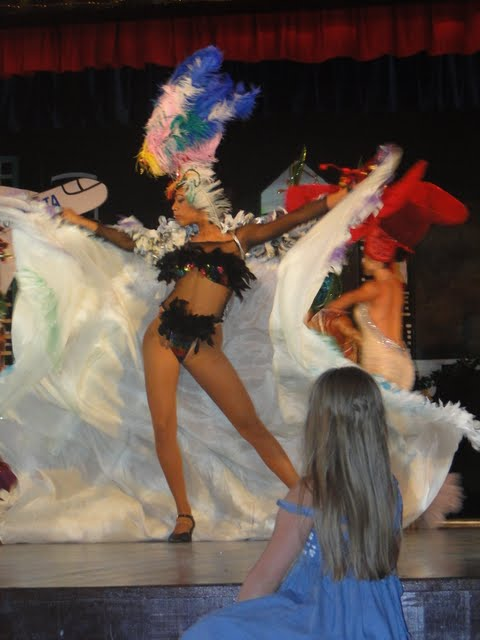
Cuban Tanzperformance im Hotel Theater

## Sehenswürdigkeiten in der Umgebung
- Indianerfriedhof Chorro de Maita
- Aquarium mit Delfinshow Parque Natural Bahía de Naranjo
- Landungstelle von Christoph Kolumbus an der Bahía de Bariay

Koordinaten: 21° 7′ N, 75° 50′ W